# کریستوف آدامچیک
کریستوف آدامچیک (انگلیسی: Krzysztof Adamczyk؛ زادهٔ ۱۴ فوریهٔ ۱۹۵۶) بازیکن سابق و مربی فوتبال اهل لهستان است. او بهترین گلزن فصل ۱۹۸۰–۱۹۸۱ لیگ برتر لهستان برای باشگاه لگیا ورشو بود و ۱۸ بار گلزنی کرد. آدامچیک همچنین یکی از بازیکنان بزرگ دوران طلایی لاریسا بود، تیم یونانی که در دهه ۱۹۸۰ قهرمان لیگ و جام حذفی شد. عملکرد او در فینال جام یونان ۱۹۸۴–۱۹۸۵، که با نتیجه 4–1 بر پائوک پیروز شد، هنوز در لاریسا به یادگار مانده است. او یکی از بهترین بازیکنان تاریخ این تیم و مورد علاقه هواداران است
وی در تیم ملی فوتبال لهستان بازی کرده است.